# Дунаевский, Александр Михайлович
Алекса́ндр Миха́йлович Дунае́вский (укр. Олександр Михайлович Дунаєвський; 12 декабря 1909, Полтава, Украина — 18 января 1985, Москва) — украинский советский писатель и журналист, военный корреспондент.
Член Союза писателей СССР с 1966 года. Автор документальных повестей в жанре литературного поиска, из которых наиболее популярная «Иду за Гашеком» выдержала при жизни автора четыре издания.

## Биография

### Начало пути
Александр Дунаевский родился в Полтаве. В 1929 году начал журналистскую деятельность в окружной газете «Большевик Полтавщины». Вместе с ним в редакции работал будущий украинский писатель-сатирик Александр Ковинька.
Затем работал секретарём редакции районной газеты «Правда Змиевщины». Далее около 15 лет проработал корреспондентом газеты «Правда».

### Военный корреспондент
Во время Великой Отечественной войны капитан третьего ранга Дунаевский был корреспондентом «Правды» по Карельскому фронту и Северному флоту. Генерал-майор Андрей Бескоровайный в книге мемуаров «И в сердце каждом отзовётся» (Москва, 1990) вспоминает:
Дунаевский много времени проводил в частях и на кораблях, у летчиков и в отрядах морской пехоты. Это позволяло ему быть в курсе боевой деятельности моряков флота и воинов 14-й армии, отвечать на вопросы сотрудников редакции и типографии. Всегда общительный и неунывающий, он «не менялся в лице» и в опасных ситуациях. Помнится такой случай.
Александр Дунаевский покинул Заполярье в конце 1942 года. Руководство газеты направило его в самую горячую точку войны — на сталинградское направление. Статьи и корреспонденции Дунаевского о мужестве и героизме сражавшихся там советских воинов регулярно появлялись на страницах «Правды».
1 февраля 1943 года в «Правде» были напечатаны два материала о том, как под Сталинградом сдавались в плен немецкие генералы: «Генералы сдаются в плен» Дунаевского и «Сталинград сегодня» Григоренко. Как отметил в дневнике Лазарь Бронтман, «в первом из них генерал фамильярно и панибратски беседует с полковником нашим, взявшим его в плен, во втором — наши пригласили генерала на вечер художественной самодеятельности. Шум — гигантский. т. Сталин прочёл и возмутился, назвал это либерально-заискивающим отношением к иностранцам, в том числе, — к врагам, назвав это „рабская психология“». 5 февраля редакция «Правды» получила постановление ЦК ВКП(б), в котором «помещение этих материалов расценено, как грубая политическая ошибка, указано, что это свидетельствует о притуплении чувства партийности у работников редакции. Постановлением Дунаевский и Григоренко сняты с военкоров, как не отвечающие своему назначению».

### Послевоенная жизнь
Весной 1946 года Дунаевский возглавил в «Правде» созданный отдел выездных редакций и массовой работы, перед которым ставилась задача — возродить рабселькоровское движение.
Некоторое время (до 1966 года) Дунаевский возглавлял в Москве профком литераторов при издательстве «Советский писатель». В 1966 принят в Союз писателей.
Умер в Москве в 1985 году.

### Интересные факты
Александра Михайловича часто путали с композитором Исааком Осиповичем Дунаевским. По воспоминаниям Андрея Бескоровайного, однажды комиссару 205-го стрелкового полка Иванникову, отличившемуся в боях, позвонили из штаба: «К вам едет Дунаевский». Комиссар распорядился освободить землянку для размещения артистов, поставить палатки, приготовить ужин на двадцать персон. Вскоре перед комиссаром предстал один-единственный среднего роста мужчина в полушубке и ушанке, который оказался специальным корреспондентом «Правды» Александром Дунаевским.

## Творчество

### Начальный этап
Первая книжка Александра Дунаевского — «Надежда Кошик» — вышла в 1947 году. Она рассказывает о комсомолке, звеньевой колхоза имени XVII партсъезда Верхнеднепровского района Днепропетровской области, удостоенной в 1947 году звания Героя Социалистического Труда за высокие урожаи кукурузы.
Далее увидели свет «Девушка с золотой медалью», «Призвание», «С кинопередвижкой по сёлам», «Ливенский клад» (очерки о людях и делах одного племрассадника; Государственное издательство сельскохозяйственной литература, 1956), «Жизнь возьмет своё». Некоторые из этих книг были переведены на иностранные языки и изданы за рубежом.

### Литературный поиск
Александр Дунаевский наиболее известен как автор документальных повестей в жанре литературного поиска об участниках гражданской войны в России из разных стран — Фридрихе Платтене, Ярославе Гашеке, Жанне Лябурб, Карое Лигети, Олеко Дундиче, Гайке Бжишкяне и др. Часто эти повести дополнялись автором и переиздавались:
- Новогрудский Г., Дунаевский А. Товарищи китайские бойцы. — М., 1959. В книге собраны воспоминания об участии китайцев на всех фронтах гражданской войны в России.
- Олеко Дундич. — М.: Воениздат, 1960. — 143 с.
- Новогрудский Г., Дунаевский А. По следам Пау: История одного литературного поиска. — М.: Воениздат, 1962. — 248 с. Это переработанное и дополненное издание документальной повести «Товарищи китайские бойцы». Писатели в архивах строка за строкой проследили путь легендарного Пау — командира китайского батальона.
- Иду за Гашеком. — М.: Воениздат, 1963. — 152 с.
- По следам Гая: Документальная повесть. — Ереван: Айастан, 1966. — 238 с.
- Платтен известный и неизвестный: Документальная повесть. — М.: Воениздат, 1974. — 248 с.
- По следам Гая. — Свердловск: Средне-Уральское книжное издательство, 1975. — 272 с.
- Жанна Лябурб — знакомая и незнакомая. — М.: Политиздат, 1976. —167 с.
- Подлинная история Кароя Лигети. Иду за Гашеком. Красный Дундич: Документальные повести. — М.: Воениздат, 1978. — 368 с.
- Жанна Лябурб — знакомая и незнакомая: Документальная повесть. — 2-е издание, дополненное. — М.: Политиздат, 1982. — 254 с.
- Иду за Гашеком: Документальная повесть. — 4-е издание, дополненное. — М.: Советская Россия, 1983.
- Олеко Дундич: Документальная повесть. — Кишинев: Картя молдовеняскэ, 1987. — 158 с.
- По следам Гая: [Повесть о герое гражданской войны] / [Пер. Т. Авазов; Вступ. ст. А. Микояна; Худож. Т. Жирнов]. — Ташкент: Еш гвардия, 1987. — 301 с.

Ираклий Андроников, размышляя о жанре научного поиска, писал: «Александр Дунаевский рассказывает, как он шёл по следам героев гражданской войны в России — чеха Ярослава Гашека, венгра Кароя Лигети, как посещал места, где они воевали, расспрашивал очевидцев, разыскивал документы, вчитывался в столбцы военных газет того времени. Поэтому приобщим к новому жанру и его книги — „Иду за Гашеком“, „Подлинная история Кароя Лигети“, „По следам Гая“…»
В частности, работая над документальной повестью о Фридрихе Платтене, Дунаевский более десяти лет вёл поиски в архивах и учреждениях Москвы, Ленинграда, Киева, Каменца-Подольского, Риги, Вильнюса, Швейцарии и др. Он обнаружил или расшифровал целый ряд неизвестных или малоизвестных важных событий и фактов из жизни Платтена и Ленина.
Повесть «Иду за Гашеком» печатала на своих страницах газета «Руде право» — орган ЦК Коммунистической партии Чехословакии.

### О Великой Отечественной
Событиям Великой Отечественной войны Дунаевский посвятил книгу:
- Дни и ночи Мурманска: По следам военных записок. — М.: Воениздат, 1985. — 223 с.

Предварительно «Дни и ночи Мурманска» были опукликованы в журнале «Звезда» — в № 6 за 1980 год. В следующем году — тоже в № 6 — журнал вместил отклики на это произведение Дунаевского.
В 1981 году в Государственном архиве Мурманской области образована коллекция документов ветеранов войны, участников обороны Заполярья. В этой коллекции, в частности, собраны рукописи и фотокопии статей военного корреспондента газеты «Правда» в Заполярье Александра Дунаевского, главы из его документальной повести «Дни и ночи Мурманска», рецензии и отклики читателей на книгу.